# Мария Хаджипопова
Мария Алексова Хаджипопова, по съпруг Колчагова, е българска революционерка, деец на Върховния македоно-одрински комитет.

## Биография
Родена е в 1885 година в семейството на Алексо Хаджипопов и Елена Хаджипопова. Жени се за Милан Колчагов и става войвода на ВМОК.